# Dohrniphora diaspora
Dohrniphora diaspora är en tvåvingeart som beskrevs av Brown och Giar-Ann Kung 2007. Dohrniphora diaspora ingår i släktet Dohrniphora och familjen puckelflugor.
Artens utbredningsområde är Costa Rica. Inga underarter finns listade i Catalogue of Life.